# Recunoașterea independenței Republicii Kosovo la nivel internațional
Declarația de independență a Republicii Kosovo față Serbia a fost adoptată duminică, 17 februarie 2008 de către Adunarea din Kosovo cu un cvorum unanim. Toți cei 11 reprezentanți ai minorității sârbe au boicotat această acțiune. Reacția internațională a fost divizată între statele care au recunoscut independența Kosovo și statele care nu au recunoscut acest fapt.
La data de 27 noiembrie 2017, Republica Kosovo primise 114  recunoașteri diplomatice oficiale ca stat independent. La data de 2 martie 2020: 97 din 193 (50%) de state membre ONU, 22 din 27 (81%) de state membre Uniunii Europene și 24 din 28 (86%) de state membre NATO au recunoscut Republica Kosovo. Serbia refuză să-i recunoască independența.

## Contextul recunoasterii independenței
Mai multe state state și-au exprimat îngrijorarea asupra caracterului unilateral al declarației Kosovo, sau au anunțat în mod explicit că vor recunoaște un Kosovo independent. Consiliul de Securitate ONU rămâne divizat asupra acestei dispute: din cele cinci membre cu drept de veto, trei (Statele Unite, Regatul Unit, Franța) au recunoscut declarația de independență, pe când Republica Populară Chineză și-a exprimat îngrijorarea îndemnând continuarea negocierilor precedente. Rusia a respins declarația și o consideră ilegală. Pe 15 mai 2008, Rusia, China și India au făcut o declarație comună în care au cerut să fie lansate noi discuții între autoritățile de la Belgrad și Priștina.
Deși statele membre UE au decis individual dacă vor recunoaște Kosovo, prin consens, UE a solicitat Misiunii UE în Kosovo (EULEX), să asigure pacea și continuarea supravegherii externe. Din cauza disputei în Consiliului de Securitate ONU, reconfigurarea Misiunii de Administrației Interimară ONU în Kosovo (UNMIK) și predarea parțială a misiunii EULEX a întâmpinat câteva dificultăți. În ciuda protestelor Rusiei și Serbiei, Secretarul General al ONU Ban Ki-moon a continuat cu planul de reconfigurare. La 15 iulie 2008, el a declarat: „Având în vedere faptul că Consiliul de Securitate nu este în măsură de a oferi îndrumare, l-am informat pe Reprezentantul Special de a merge mai departe cu reconfigurarea UNMIK ... pentru a se adapta UNMIK la o realitate schimbată”. Potrivit Secretarului-General, „Organizația Națiunilor Unite a menținut o poziție de neutralitate strictă cu privire la problema statutului Kosovo”. La 26 noiembrie 2008, Consiliul de Securitate al ONU a dat undă verde la desfășurarea misiunii EULEX în Kosovo. Misiunea UE este să asume poliție, justiție și taxe vamale din partea ONU, în timp ce funcționează în conformitate cu rezoluția 1244 a ONU ce a plasat mai întâi Kosovo sub administrația ONU în 1999.
Până la sfârșitul lunii iulie 2008, UNMIK nu le mai prevede cetățenilor din Kosovo cu documente de călătorie, pe când posibilitatea lor de a călători folosind noul pașaport kosovar nu corespunde cu recunoașterea diplomatică: de exemplu Grecia, România și Slovacia fac acest fapt posibil, deși nu au recunoscut Kosovo. Cele trei state vecine care au recunoscut Kosovo—Albania, Muntenegru și Macedonia—toate au acceptat pașaportul kosovar, pe care Serbia îl refuză.
O rezoluție adoptată de Adunarea Generală a Națiunilor Unite la 8 octombrie 2008 a sprijinit cererea Serbiei de a solicita un aviz consultativ din partea Curții Internaționale de Justiție privind legalitatea independenței unilateral proclamată de Kosovo. Curtea Internațională de Justiție și-a prezentat avizul consultativ pe 20 iulie 2010 concluzionând că declarația de independență Kosovo „nu a încălcat nicio normă aplicabilă a legii internaționale”, deoarece nu a fost promulgată de Adunarea din Kosovo, Instituțiile provizorii de auto-guvernare sau orice alt organ oficial și astfel autorii care s-au auto-numit „reprezentanții poporului din Kosovo” nu erau legați Constituția kosovară (promulgată de UNMIK) sau de Rezoluția 1244 ce este adresată numai Statelor Membre ONU sau organele ONU.

## Reacția Serbiei
Datorită pretențiilor Serbiei că teritoriul Kosovo face parte din integritatea suveranității, reacția acesteia a inclus și rechemarea ambasadorilor săi din țările care au recunoscut independența Kosovo pentru consultări pentru câteva luni, acuzându-i pe liderii kosovari de înaltă trădare, și anunțându planuri pentru a judeca cazul la Curtea Internațională de Justiție. De asemenea, Serbia a exclus ambasadorii din statele care au recunoscut Kosovo după votul din cadrul Adunării Generale al Națiunilor Unite în care inițiativa Serbiei de a solicita un aviz consultativ din partea Curții Internaționale de Justiție.

## Pozițiile adoptate de state

Harta statelor care au recunoscut independența Kosovo
Statele care și-au retras recunoașterea independenței Kosovo
Statele care au recunoscut oficial independența Kosovo
Statele care nu au recunoscut independența Kosovo.

Statele care și-au retras recunoașterea independenței Kosovo
     Statele care au recunoscut oficial independența Kosovo
     Statele care nu au recunoscut independența Kosovo.

### Statele care au recunoscut oficial independența Kosovo

#### State membre ONU
|     | Țară                             | Data recunoașterii | Statutul de relații diplomatice reciproce                                                                                              | Membru internațional relevant |
| --- | -------------------------------- | ------------------ | --- | --- |
| 1   | Costa Rica                       | 17 februarie 2008  | | Consiliul de Securitate al Națiunilor Unite (CSNU) membru non-permanent în momentul declarației și recunoașterii (în prezent nu este membru) |
| 2   | Afganistan                       | 18 februarie 2008  | | |
| 3   | Albania                          | 18 februarie 2008  | Ambasada albaneză în Priștina Ambasadă Kosovo în Tirana                                                                                | Membru al Organizației Tratatului Atlanticului de Nord (NATO)                                                                                |
| 4   | Franța                           | 18 martie 2008     | Ambasadă franceză în Priștina Ambasadă Kosovo în Paris                                                                                 | Membru permanent CSONU Membru al Uniunii Europene (UE) Membru NATO                                                                           |
| 5   | Turcia                           | 18 februarie 2008  | Ambasadă a Turciei în Priștina Ambsadă Kosovo în Ankara                                                                                | Membru NATO Candidat UE |
| 6   | Regatul Unit                     | 18 februarie 2008  | Ambasadă Britanică în Priștina Ambsadă Kosovo în Londra                                                                                | Membru permanent CSONU Membru NATO |
| 7   | Statele Unite ale Americii       | 18 februarie 2008  | Ambasadă SUA în Priștina Ambasadă Kosovo în Washington, D.C.                                                                           | Membru permanent CSONU Membru NATO |
| 8   | Senegal                          | 18 februarie 2008  | | |
| 9   | Australia                        | 19 februarie 2008  | Relații diplomatice stabilite la 21 mai 2008 Ambasadorul Australiei pentru Kosovo rezident în Viena                                    | |
| 10  | Letonia                          | 20 februarie 2008  | Relațiile diplomatice stabilite la 10 iunie 2008 Ambasadorul Letoniei pentru Kosovo rezident în Ljubljana                              | Membru UE Membru NATO |
| 11  | Germania                         | 20 februarie 2008  | Ambasadă Germană în Priștina Ambasadă Kosovo în Berlin                                                                                 | În prezent membru non-permanent CSONU (nu era membru în momentul declarației sau recunoașterii) Membru UE Membru NATO                        |
| 12  | Estonia                          | 21 februarie 2008  | Relațiile diplomatice stabilite la 24 aprilie 2008 Ambasadorul Estoniei pentru Kosovo, rezident în Bruxelles                           | Membru UE Membru NATO |
| 13  | Italia                           | 21 februarie 2008  | Ambasadă Italiană în Priștina Ambasadă Kosovo în Roma                                                                                  | Membru UE Membru non-permanent CSONU în momentul declarației și recunoașterii (în prezent nu este membru) Membru NATO                        |
| 14  | Danemarca                        | 21 mai 2008        | Ambasadorul Danemarcei pentru Kosovo rezident în Viena                                                                                 | Membru UE Membru NATO |
| 15  | Luxemburg                        | 21 februarie 2008  | Biroul de legătură al Luxemburgului în Priștina                                                                                        | Membru UE Membru NATO |
| 16  | Peru                             | 22 februarie 2008  | | |
| 17  | Belgia                           | 24 februarie 2008  | Biroul de legătură al Belgiei în Priștina Ambasadă Kosovo în Bruxelles                                                                 | Membru UE Membru non-permanent CSONU în momentul declarației și recunoașterii (în prezent nu este membru) Membru NATO                        |
| 18  | Polonia                          | 26 februarie 2008  | | Membru UE Membru NATO |
| 19  | Elveția                          | 27 februarie 2008  | Ambasadăa a Elveției în Pristina din 28 martie 2008 Ambasadă Kosovo în Berna                                                           | |
| 20  | Austria                          | 28 februarie 2008  | Ambasadă a Austriaei în Priștina Ambasadă Kosovo în Viena                                                                              | Membru UE |
| 21  | Irlanda                          | 29 februarie 2008  | Ambasadorul Irlandei pentru Kosovo rezident în Budapesta, a trimis scrisorile de acreditare la 11 noiembrie 2008                       | Membru UE |
| 22  | Suedia                           | 4 martie 2008      | Biroul de legătură al Suediei în Pristina, biroul satelit al Ambasadei în Skopje Ambasadă Kosovo în Stockholm.                         | Membru UE |
| 23  | Țările de Jos                    | 4 martie 2008      | Ambasadă a Olandei în Priștina Ambasadă Kosovo în Haga.                                                                                | Membru UE Membru NATO |
| 24  | Islanda                          | 5 martie 2008      | | Membru NATO Candidat UE |
| 25  | Slovenia                         | 5 martie 2008      | Ambasadă a Sloveniei în Priștina Ambasadă Kosovo în Ljubljana.                                                                         | Membru UE Președinte de state al Consiliului Uniunii Europene în momentul declarației Membru NATO                                            |
| 26  | Finlanda                         | 7 martie 2008      | Ambasadă a Finlandei în Priștina | Membru UE |
| 27  | Japonia                          | 18 martie 2008     | Biroul de legătură al Japoniei de la Pristina, biroul satelit Ambasadei în Viena                                                       | |
| 28  | Canada                           | 18 martie 2008     | Ambasadorul Canadei pentru Kosovo rezident în Zagreb                                                                                   | Membru NATO |
| 29  | Monaco                           | 19 martie 2008     | | |
| 30  | Ungaria                          | 19 martie 2008     | Ambasadă a Ungariei în Priștina | Membru UE Membru NATO |
| 31  | Croația                          | 19 martie 2008     | Ambasadă a Croației în Priștina Ambasadă Kosovo în Zagreb                                                                              | Membru non-permanent CSONU în momentul declarației și recunoașterii (în prezent nu este membru) Membru UE Membru NATO                        |
| 32  | Bulgaria                         | 20 martie 2008     | Ambasadă a Bulgariei în Priștina Ambasadă Kosovo în Sofia                                                                              | Membru UE Membru NATO |
| 33  | Liechtenstein                    | 25 martie 2008     | Interesele Liechtenstein sunt reprezentate prin ambasada Elveției                                                                      | |
| 34  | Coreea de Sud                    | 28 martie 2008     | | |
| 35  | Norvegia                         | 28 martie 2008     | Ambasadă a Norvegiei în Priștina | Membru NATO |
| 36  | Insulele Marshall                | 17 aprilie 2008    | | |
| 37  | Burkina Faso                     | 23 aprilie 2008    | | Membru non-permanent CSONU în momentul declarației și recunoașterii (în prezent nu este membru)                                              |
| 38  | Lituania                         | 6 mai 2008         | Relațiile diplomatice cu Republica Kosovo stabilite la 1 septembrie 2008.                                                              | Membru UE Membru NATO |
| 39  | San Marino                       | 12 mai 2008        | | |
| 40  | Cehia                            | 21 mai 2008        | Ambasadă a Republicii Cehe în Priștina                                                                                                 | Membru UE Membru NATO |
| 41  | Liberia                          | 30 mai 2008        | | |
| 42  | Columbia                         | 4 august 2008      | | În prezent membru non-permanent CSONU (nu era membru în momentul declarației sau recunoașterii)                                              |
| 43  | Belize                           | 7 august 2008      | | |
| 44  | Malta                            | 22 august 2008     | | Membru UE |
| 45  | Samoa                            | 15 septembrie 2008 | | |
| 46  | Portugalia                       | 7 octombrie 2008   | | În prezent membru non-permanent CSONU (nu era membru în momentul declarației sau recunoașterii) Membru UE Membru NATO                        |
| 47  | Muntenegru                       | 9 octombrie 2008   | Relațiile diplomatice stabilite la 15 ianuarie 2010                                                                                    | Candidat UE |
| 48  | Macedonia de Nord                | 9 octombrie 2008   | Ambasadă a Macedoniei în Priștina. Ambasadă Kosovo în Skopje Relațiile diplomatice stabilite la 17 octombrie 2009.                     | Candidat UE |
| 49  | Emiratele Arabe Unite            | 14 octombrie 2008  | Relațiile diplomatice stabilite la 27 aprilie 2010.                                                                                    | |
| 50  | Malaysia                         | 30 octombrie 2008  | | |
| 51  | Statele Federate ale Microneziei | 5 decembrie 2008   | | |
| 52  | Panama                           | 16 ianuarie 2009   | | Membru non-permanent CSONU în momentul declarației (nu era membru în momentul recunoașterii; în prezent nu e membru)                         |
| 53  | Maldive                          | 19 februarie 2009  | Relațiile diplomatice stabilite la 16 aprilie 2009.                                                                                    | |
| 54  | Gambia                           | 7 aprilie 2009     | | |
| 55  | Arabia Saudită                   | 20 aprilie 2009    | Relațiile diplomatice stabilite la 7 august 2009 Ambasadă Kosovo in Riyadh                                                             | |
| 56  | Bahrain                          | 19 mai 2009        | | |
| 57  | Comore                           | 14 mai 2009        | | |
| 58  | Iordania                         | 7 iulie 2009       | | |
| 59  | Republica Dominicană             | 10 iulie 2009      | | |
| 60  | Noua Zeelandă                    | 9 noiembrie 2009   | Relațiile diplomatice stabilite la 9 noiembrie 2009                                                                                    | |
| 61  | Malawi                           | 14 decembrie 2009  | | |
| 62  | Mauritania                       | 12 ianuarie 2010   | | |
| 63  | Eswatini                         | 12 aprilie 2010    | | |
| 64  | Vanuatu                          | 28 aprilie 2010    | Relațiile diplomatice stabilite la 23 septembrie 2010                                                                                  | |
| 65  | Djibouti                         | 8 mai 2010         | În februarie 2011, ambasadorul sârb pentru Etiopia, Dragan Momcilović, a susținut că Djibouti era în proces de de-recunoașterea Kosovo | |
| 66  | Somalia                          | 19 mai 2010        | | |
| 67  | Honduras                         | 3 septembrie 2010  | Relațiile diplomatice stabilite la 2 decembrie 2010                                                                                    | |
| 68  | Kiribati                         | 21 octombrie 2010  | | |
| 69  | Tuvalu                           | 18 noiembrie 2010  | | |
| 70  | Qatar                            | 7 ianuarie 2011    | Relațiile diplomatice stabilite la 7 ianuarie 2011                                                                                     | |
| 71  | Guineea-Bissau                   | 10 ianuarie 2011   | | |
| 72  | Oman                             | 4 februarie 2011   | Relațiile diplomatice stabilite la 4 februarie 2011                                                                                    | |
| 73  | Andorra                          | 8 iunie 2011       | | |
| 74  | Guineea                          | 12 august 2011     | | |
| 75  | Niger                            | 16 august 2011     | | |
| 76  | Benin                            | 18 august 2011     | | |
| 77  | Sfânta Lucia                     | 19 august 2011     | | |
| 78  | Nigeria                          | 12 septembrie 2011 | | |
| 79  | Gabon                            | 15 septembrie 2011 | | |
| 80  | Coasta de Fildeș                 | 16 septembrie 2011 | | |
| 81  | Kuwait                           | 11 octombrie 2011  | | |
| 82  | Haiti                            | 10 februarie 2012  | | |
| 83  | Brunei                           | 25 aprilie 2012    | | |
| 84  | Ciad                             | 1 iunie 2012       | | |
| 85  | Timorul de Est                   | 20 septembrie 2012 | | |
| 86  | Fiji                             | 19 noiembrie 2012  | | |
| 87  | Sfântul Kitts și Nevis           | 28 noiembrie 2012  | | |
| 88  | Pakistan                         | 24 decembrie 2012  | | |
| 89  | Guyana                           | 16 martie 2013     | | |
| 90  | Tanzania                         | 29 mai 2013        | | |
| 91  | Yemen                            | 11 iunie 2013      | | |
| 92  | Egipt                            | 26 iunie 2013      | | |
| 93  | El Salvador                      | 29 iunie 2013      | | |
| 94  | Thailanda                        | 24 septembrie 2013 | | |
| 95  | Libia>                           | 25 septembrie 2013 | | |
| 96  | Tonga>                           | 20 ianuarie 2014   | | |
| 97  | Barbados                         | 15 februarie 2018  | | Membru non-permanent CSONU |
| 98  | Antigua și Barbuda               | 20 mai 2015        | | |
| 99  | Lesotho                          | 11 februarie 2014  | | |
| 100 | Singapore                        | 01 decembrie 2016  | | |
| 101 | Bangladesh                       | 27 februarie 2017  | | |
| 102 | Israel                           | 04 septembrie 2020 | | |

#### State ne-membre ONU
| Țară                       | Data recunoașterii | Statutul de relații diplomatice reciproce |
| -------------------------- | ------------------ | --- |
| Republica Chineză (Taiwan) | 18 februarie 2008  | Are relații diplomatice oficiale cu 23 de state. Kosovo nu s-a mulțumit de răspuns, cerând recunoaștere din parte Republicii Populare Chineze |
| Insulele Cook              | 18 mai 2015        | |
| Niue                       | 23 iunie 2015      | |

### State care nu recunosc oficial independența Kosovo

#### State membre ONU
| Țară                        | Poziție                                 | Membru internațional relevant                    |
| --------------------------- | --------------------------------------- | ------------------------------------------------ |
| Algeria                     |                                         | Membru non-permanent CSONU                       |
| Angola                      |                                         | Membru non-permanent CSONU                       |
| Argentina                   |                                         | Membru non-permanent CSONU                       |
| Armenia                     |                                         | Membru non-permanent CSONU                       |
| Azerbaidjan                 |                                         | Membru non-permanent CSONU                       |
| Bahamas                     |                                         | Membru non-permanent CSONU                       |
| Belarus                     |                                         | Membru non-permanent CSONU                       |
| Bhutan                      |                                         | Membru non-permanent CSONU                       |
| Bolivia                     |                                         | Membru non-permanent CSONU                       |
| Bosnia și Herțegovina       |                                         |                                                  |
| Botswana                    |                                         | Membru non-permanent CSONU                       |
| Brazilia                    |                                         |                                                  |
| Brunei                      |                                         | Membru non-permanent CSONU                       |
| Camerun                     |                                         | Membru non-permanent CSONU                       |
| Capul Verde                 |                                         | Membru non-permanent CSONU                       |
| Chile                       |                                         | Membru non-permanent CSONU                       |
| China                       |                                         | UNSC permanent member                            |
| Republica Democrată Congo   |                                         |                                                  |
| Cuba                        |                                         |                                                  |
| Cipru                       |                                         | Membru non-permanent CSONU Membru UE             |
| Ecuador                     |                                         |                                                  |
| Guineea Ecuatorială         |                                         |                                                  |
| Etiopia                     |                                         |                                                  |
| Georgia                     |                                         |                                                  |
| Grecia                      |                                         | Membru non-permanent CSONU Membru UE Membru NATO |
| Guatemala                   |                                         | Membru non-permanent CSONU                       |
| India                       |                                         |                                                  |
| Indonezia                   |                                         |                                                  |
| Iran                        |                                         | Membru non-permanent CSONU                       |
| Irak                        |                                         | Membru non-permanent CSONU                       |
| Jamaica                     |                                         | Membru non-permanent CSONU                       |
| Kazahstan                   |                                         | Membru non-permanent CSONU                       |
| Kenya                       |                                         | Membru non-permanent CSONU                       |
| Kuwait                      |                                         | Membru non-permanent CSONU                       |
| Kârgâzstan                  |                                         | Membru non-permanent CSONU                       |
| Laos                        |                                         | Membru non-permanent CSONU                       |
| Liban                       |                                         | Membru non-permanent CSONU                       |
| Mali                        |                                         | Membru non-permanent CSONU                       |
| Mexic                       |                                         |                                                  |
| Republica Moldova           |                                         |                                                  |
| Mongolia                    |                                         | Membru non-permanent CSONU                       |
| Maroc                       |                                         |                                                  |
| Mozambic                    |                                         | Membru non-permanent CSONU                       |
| Namibia                     |                                         | Membru non-permanent CSONU                       |
| Nicaragua                   |                                         | Membru non-permanent CSONU                       |
| Nigeria                     |                                         |                                                  |
| Paraguay                    |                                         | Membru non-permanent CSONU                       |
| Filipine                    |                                         | Membru non-permanent CSONU                       |
| România                     |                                         | Membru non-permanent CSONU Membru UE Membru NATO |
| Rusia                       |                                         | Membru permanent CSONU                           |
| Serbia                      |                                         |                                                  |
| Slovacia                    |                                         | Membru non-permanent CSONU Membru UE Membru NATO |
| Africa de Sud               |                                         | Membru non-permanent CSONU                       |
| Spania                      |                                         | Membru non-permanent CSONU Membru UE Membru NATO |
| Sri Lanka                   |                                         | Membru non-permanent CSONU                       |
| Sudan                       |                                         | Membru non-permanent CSONU                       |
| Sudanul de Sud              |                                         | Membru non-permanent CSONU                       |
| Siria                       |                                         | Membru non-permanent CSONU                       |
| Tadjikistan                 |                                         | Membru non-permanent CSONU                       |
| Timorul de Est              |                                         | Membru non-permanent CSONU                       |
| Trinidad-Tobago             |                                         | Membru non-permanent CSONU                       |
| Tunisia                     |                                         | Membru non-permanent CSONU                       |
| Turkmenistan                |                                         | Membru non-permanent CSONU                       |
| Ucraina                     |                                         | Membru non-permanent CSONU                       |
| Uruguay                     |                                         | Membru non-permanent CSONU                       |
| Uzbekistan                  |                                         | Membru non-permanent CSONU                       |
| Venezuela                   |                                         | Membru non-permanent CSONU                       |
| Vietnam                     |                                         | Membru non-permanent CSONU                       |
| Zambia                      |                                         | Membru non-permanent CSONU                       |
| și-au retras recunoașterea: |                                         |                                                  |
| Burundi                     | [ 158 ] [ 159 ] [ 160 ]                 |                                                  |
| Papua Noua Guinee           | [ 161 ]                                 | Membru non-permanent CSONU                       |
| Dominica                    | [ 162 ] [ 163 ] [ 163 ] [ 164 ] [ 165 ] |                                                  |
| Grenada                     | [ 166 ] [ 167 ]                         |                                                  |
| Palau                       | [ 168 ] [ 169 ]                         |                                                  |
| Republica Centrafricană     | [ 170 ] [ 171 ] [ 172 ]                 | Membru non-permanent CSONU                       |
| Ghana                       | [ 173 ] [ 174 ] [ 175 ] [ 176 ]         |                                                  |
| Nauru                       | [ 177 ] [ 178 ] [ 179 ]                 |                                                  |
| Sierra Leone                | [ 180 ] [ 181 ] [ 182 ] [ 183 ]         |                                                  |